# Seulunyok
Seulunyok is een bestuurslaag in het regentschap Aceh Utara van de provincie Atjeh, Indonesië. Seulunyok telt 743 inwoners (volkstelling 2010).